# Krist Novoselic
Krist Anthony Novoselic (Compton, 16 de maio de 1965) é um músico e ativista político estadunidense, mais conhecido como baixista e membro fundador da banda de rock Nirvana. O grupo alcançou enorme sucesso, ganhando vários discos de ouro e platina e fazendo turnês pelo mundo em shows esgotados.
Depois que o Nirvana se separou após a morte de seu vocalista Kurt Cobain em 1994, Novoselic formou a Sweet 75 em 1995 e Eyes Adrift em 2002, lançando um álbum com cada banda. De 2006 a 2009, ele tocou na banda de punk rock Flipper e, em 2011, contribuiu com baixo e acordeão para a música "I Should Have Known" no álbum Wasting Light, do Foo Fighters. Atualmente, ele toca baixo e acordeão na banda Giants in the Trees, desde junho de 2017.
Além de seus esforços musicais, Novoselic tem sido ativo politicamente, incluindo a criação de um comitê de ação política chamado JAMPAC (Comitê de Ação Política de Artistas e Músicos Conjuntos). De 2007 a 2010, ele escreveu uma coluna semanal sobre música e política para o site do Seattle Weekly. Foi presidente do conselho de organização de reforma eleitoral FairVote, que ele integrou entre 2005 e 2019, e em 2020 tornou-se conselheiro da Zócalo Public Square.